# كلاسيكو النادي الإفريقي والنادي الرياضي الصفاقسي

يعرض هذا المقال تاريخ الكلاسيكو بين النادي الإفريقي والنادي الرياضي الصفاقسي.
- مقابلات : 133
- فوز النادي الإفريقي : 55
- فوز النادي الصفاقسي : 32
- تعادلات : 46
- سجل النادي الإفريقي : 159
- سجل النادي الصفاقسي : 113

كأس تونس
- مقابلات : 6
- فوز النادي الإفريقي : 5
- فوز النادي الصفاقسي : 1
- تعادلات : 0
- سجل النادي الإفريقي : 8
- سجل النادي الصفاقسي : 8

دوري أبطال العرب
- مقابلات : 1
- فوز النادي الإفريقي : 1
- فوز النادي الصفاقسي : 0
- تعادلات : 0
- سجل النادي الإفريقي : 2
- سجل النادي الصفاقسي : 2

## الرابطة التونسية المحترفة الأولى لكرة القدم
- {{قائمة أعمدة|عدد الأعمدة=3|الأعمدة=1956 : النادي الإفريقي - النادي الرياضي الصفاقسي 1-0

1956 : النادي الرياضي الصفاقسي - النادي الإفريقي 6-2
1957 : النادي الإفريقي - النادي الرياضي الصفاقسي 1-0
1957 : النادي الرياضي الصفاقسي - النادي الإفريقي 1-1
1958 : النادي الإفريقي - النادي الرياضي الصفاقسي 5-1
1958 : النادي الرياضي الصفاقسي - النادي الإفريقي 1-0
1959 : النادي الإفريقي - النادي الرياضي الصفاقسي 0-0
1959 : النادي الرياضي الصفاقسي - النادي الإفريقي 0-1
1960 : النادي الإفريقي - النادي الرياضي الصفاقسي 0-2
1960 : النادي الرياضي الصفاقسي - النادي الإفريقي 1-0
1961 : النادي الرياضي الصفاقسي - النادي الإفريقي 1-1
1961 : النادي الإفريقي - النادي الرياضي الصفاقسي 1-1
1962 : النادي الإفريقي - النادي الرياضي الصفاقسي 0-0
1962 : النادي الرياضي الصفاقسي - النادي الإفريقي 1-3
1963 : النادي الرياضي الصفاقسي - النادي الإفريقي 0-1
1963 : النادي الإفريقي - النادي الرياضي الصفاقسي 1-1
1964 : النادي الإفريقي - النادي الرياضي الصفاقسي 1-0
1964 : النادي الرياضي الصفاقسي - النادي الإفريقي 0-3
1965 : النادي الإفريقي - النادي الرياضي الصفاقسي 3-2
1965 : النادي الرياضي الصفاقسي - النادي الإفريقي 1-1
1966 : النادي الرياضي الصفاقسي - النادي الإفريقي 3-1
1966 : النادي الإفريقي - النادي الرياضي الصفاقسي 2-2
1967 : النادي الإفريقي - النادي الرياضي الصفاقسي 1-0
1967 : النادي الرياضي الصفاقسي - النادي الإفريقي 0-3
1968 : النادي الإفريقي - النادي الرياضي الصفاقسي 1-2
1968 : النادي الرياضي الصفاقسي - النادي الإفريقي 0-0
1969 : النادي الرياضي الصفاقسي - النادي الإفريقي 1-0
1969 : النادي الإفريقي - النادي الرياضي الصفاقسي 0-0
1970 : النادي الإفريقي - النادي الرياضي الصفاقسي 3-1
1970 : النادي الرياضي الصفاقسي - النادي الإفريقي 0-0
1971 : النادي الرياضي الصفاقسي - النادي الإفريقي 1-0
1971 : النادي الإفريقي - النادي الرياضي الصفاقسي 0-0
1972 :النادي الإفريقي  - النادي الرياضي الصفاقسي 1-0
1972 : النادي الرياضي الصفاقسي - النادي الإفريقي 1-1
1973 : النادي الإفريقي - النادي الرياضي الصفاقسي 3-0
1973 : النادي الرياضي الصفاقسي - النادي الإفريقي 1-1
1974 : النادي الإفريقي - النادي الرياضي الصفاقسي 1-0
1974 : النادي الرياضي الصفاقسي - النادي الإفريقي 0-2
1975 : النادي الرياضي الصفاقسي - النادي الإفريقي 1-0
1975 : النادي الإفريقي - النادي الرياضي الصفاقسي 3-2
1976 : النادي الرياضي الصفاقسي - النادي الإفريقي 0-0
1976 : النادي الإفريقي - النادي الرياضي الصفاقسي 2-1
1977 : النادي الرياضي الصفاقسي - النادي الإفريقي 1-0
1977 :النادي الإفريقي  - النادي الرياضي الصفاقسي 1-1
1978 : النادي الإفريقي - النادي الرياضي الصفاقسي 0-1
1978 : النادي الرياضي الصفاقسي - النادي الإفريقي 0-1
1979 : النادي الرياضي الصفاقسي - النادي الإفريقي 0-0
1979 : النادي الإفريقي - النادي الرياضي الصفاقسي 1-0
1980 : النادي الرياضي الصفاقسي - النادي الإفريقي 0-0
1980 : النادي الإفريقي - النادي الرياضي الصفاقسي 4-0
1981 : النادي الإفريقي - النادي الرياضي الصفاقسي 5-2
1981 : النادي الرياضي الصفاقسي - النادي الإفريقي 2-1
1982 : النادي الرياضي الصفاقسي - النادي الإفريقي 1-0
1982 : النادي الإفريقي - النادي الرياضي الصفاقسي 2-0
1983 : النادي الإفريقي - النادي الرياضي الصفاقسي 0-0
1983 : النادي الرياضي الصفاقسي - النادي الإفريقي 1-1
1984 : النادي الرياضي الصفاقسي - النادي الإفريقي 2-2
1984 : النادي الإفريقي - النادي الرياضي الصفاقسي 1-0
1985 : النادي الرياضي الصفاقسي - النادي الإفريقي 1-2
1985 :النادي الإفريقي  - النادي الرياضي الصفاقسي 2-1
1986 : النادي الرياضي الصفاقسي - النادي الإفريقي 1-1
1986 : النادي الإفريقي - النادي الرياضي الصفاقسي 2-0
1987 : النادي الرياضي الصفاقسي - النادي الإفريقي 1-2
1987 : النادي الإفريقي - النادي الرياضي الصفاقسي 2-0
1988 : النادي الرياضي الصفاقسي - النادي الإفريقي 1-0
1988 : النادي الإفريقي - النادي الرياضي الصفاقسي 1-1
1989 : النادي الرياضي الصفاقسي - النادي الإفريقي 0-0
1989 : النادي الإفريقي - النادي الرياضي الصفاقسي 2-2
1990 : النادي الرياضي الصفاقسي - النادي الإفريقي 0-1
1990 : النادي الإفريقي - النادي الرياضي الصفاقسي 5-2
1991 : النادي الرياضي الصفاقسي - النادي الإفريقي 0-2
1991 : النادي الإفريقي - النادي الرياضي الصفاقسي 3-3
1992 : النادي الرياضي الصفاقسي - النادي الإفريقي 1-3
1992 : النادي الإفريقي - النادي الرياضي الصفاقسي 1-0
1993 : النادي الرياضي الصفاقسي - النادي الإفريقي 0-0
1993 : النادي الإفريقي - النادي الرياضي الصفاقسي 2-0
1994 : النادي الرياضي الصفاقسي - النادي الإفريقي 1-1
1994 : النادي الإفريقي - النادي الرياضي الصفاقسي 4-1
1995 : النادي الإفريقي - النادي الرياضي الصفاقسي 3-1
1995 : النادي الرياضي الصفاقسي - النادي الإفريقي 1-0
1996 : النادي الرياضي الصفاقسي - النادي الإفريقي 1-3
1996 : النادي الإفريقي - النادي الرياضي الصفاقسي 4-0
1997 :النادي الإفريقي  - النادي الرياضي الصفاقسي 1-1
1997 : النادي الرياضي الصفاقسي - النادي الإفريقي 2-0
1998 : النادي الرياضي الصفاقسي - النادي الإفريقي 0-0
1998 : النادي الإفريقي - النادي الرياضي الصفاقسي 1-0
1999 : النادي الإفريقي - النادي الرياضي الصفاقسي 2-2
1999 : النادي الرياضي الصفاقسي - النادي الإفريقي 2-0
1999 : النادي الإفريقي - النادي الرياضي الصفاقسي 1-0
1999 : النادي الرياضي الصفاقسي - النادي الإفريقي 1-0
2000 : النادي الإفريقي - النادي الرياضي الصفاقسي 1-1
2000 : النادي الرياضي الصفاقسي - النادي الإفريقي 1-0
2001 : النادي الرياضي الصفاقسي - النادي الإفريقي 1-1
2001 : النادي الإفريقي - النادي الرياضي الصفاقسي 0-0
2002 : النادي الإفريقي - النادي الرياضي الصفاقسي 1-1
2002 : النادي الرياضي الصفاقسي - النادي الإفريقي 1-3
2003 : النادي الرياضي الصفاقسي - النادي الإفريقي 4-1
2003 : النادي الإفريقي - النادي الرياضي الصفاقسي 2-1
2004 : النادي الإفريقي - النادي الرياضي الصفاقسي 2-1
2004 : النادي الرياضي الصفاقسي - النادي الإفريقي 1-1
2005 : النادي الإفريقي - النادي الرياضي الصفاقسي 1-1
2005 : النادي الرياضي الصفاقسي - النادي الإفريقي 0-0
2006 : النادي الرياضي الصفاقسي - النادي الإفريقي 0-0
2006 : النادي الإفريقي - النادي الرياضي الصفاقسي 2-0
2007 : النادي الرياضي الصفاقسي - النادي الإفريقي 1-2
2007 : النادي الإفريقي - النادي الرياضي الصفاقسي 2-1
2008 : النادي الإفريقي - النادي الرياضي الصفاقسي 1-1
2008 : النادي الرياضي الصفاقسي - النادي الإفريقي 0-1
2009 : النادي الرياضي الصفاقسي - النادي الإفريقي 0-0
2009 : النادي الإفريقي - النادي الرياضي الصفاقسي 1-0
2010 : النادي الإفريقي - النادي الرياضي الصفاقسي 1-0
2010 : النادي الرياضي الصفاقسي - النادي الإفريقي 1-2
2011 : النادي الرياضي الصفاقسي - النادي الإفريقي 0-0
2011 : النادي الإفريقي - النادي الرياضي الصفاقسي 0-2
2012 : النادي الرياضي الصفاقسي - النادي الإفريقي 2-1
2012 : النادي الإفريقي - النادي الرياضي الصفاقسي 1-1
2012-2013 : النادي الإفريقي - النادي الرياضي الصفاقسي 1-1
2012-2013 : النادي الرياضي الصفاقسي - النادي الإفريقي 2-1
2013-2014 : النادي الإفريقي - النادي الرياضي الصفاقسي 1-0
2013-2014 : النادي الرياضي الصفاقسي - النادي الإفريقي 2-0
2014-2015 : النادي الرياضي الصفاقسي - النادي الإفريقي 1-1
2014-2015 : النادي الإفريقي - النادي الرياضي الصفاقسي 1-1
2015-2016 : النادي الرياضي الصفاقسي - النادي الإفريقي 3-1
2015-2016 : النادي الإفريقي - النادي الرياضي الصفاقسي 2-3
2016-2017 : النادي الإفريقي - النادي الرياضي الصفاقسي 2-1
2016-2017 : النادي الرياضي الصفاقسي - النادي الإفريقي 1-1
2017-2018 : النادي الإفريقي - النادي الرياضي الصفاقسي 2-1
2017-2018 : النادي الرياضي الصفاقسي - النادي الإفريقي 1-0
2018-2019 : النادي الرياضي الصفاقسي - النادي الإفريقي 2-0
2018-2019 : النادي الإفريقي - النادي الرياضي الصفاقسي 0-1
2019-2020 : النادي الإفريقي - النادي الرياضي الصفاقسي 1-0
2019-2020 : النادي الرياضي الصفاقسي - النادي الإفريقي 1-0
2021-2020 : النادي الرياضي الصفاقسي - النادي الإفريقي 3-0
2021-2020 : النادي الإفريقي - النادي الرياضي الصفاقسي 0-0
2022-2021 : النادي الرياضي الصفاقسي - النادي الإفريقي 3-0
2022-2021 : النادي الإفريقي - النادي الرياضي الصفاقسي 0-0
2023-2022 : النادي الرياضي الصفاقسي - النادي الإفريقي 0-0

## كأس تونس
| جزء من مقالات |
| كلاسيكو تونس |
| --- |
| - النادي الإفريقي ضد النجم الساحلي - النادي الإفريقي ضد النادي الصفاقسي - الترجي الرياضي ضد النجم الساحلي - الترجي الرياضي ضد النادي الصفاقسي - النجم الساحلي ضد النادي الصفاقسي |

- 1956 (الثمن النهائي) : النادي الإفريقي - النادي الرياضي الصفاقسي 5-3
- 1957 (الثمن النهائي) : النادي الرياضي الصفاقسي - النادي الإفريقي 1-0
- 1963 (الثمن النهائي) : النادي الإفريقي - النادي الرياضي الصفاقسي 1-0
- 2000 (النهائي) : النادي الإفريقي - النادي الرياضي الصفاقسي 0-0 (4 - 2 [[ركلات جزاء ترجيحية (كرة القدم))
- 2003 (الثمن النهائي) : النادي الرياضي الصفاقسي - النادي الإفريقي 0-0 (3 - 5 [[ركلات جزاء ترجيحية (كرة القدم)|
- 2010 (النصف النهائي) : النادي الإفريقي - النادي الرياضي الصفاقسي 1-1 (2 - 4 [[ركلات جزاء ترجيحية (كرة القدم)
- 2018 (الربع النهائي) : النادي الإفريقي - النادي الرياضي الصفاقسي 2-1
- 2010 (النهائي) : النادي الإفريقي - النادي الرياضي الصفاقسي 0-0 (4 - 5 (ركلات جزاء ترجيحية (كرة القدم)
- 2022 (النصف النهائي) : النادي الإفريقي - النادي الرياضي الصفاقسي 1-2

## دوري أبطال العرب
- 1997 (النصف النهائي) : النادي الإفريقي - النادي الرياضي الصفاقسي 2-2 (4 - 1 ض.ت.)

## الإحصائيات
| سجل مواجهات النادي الإفريقي والنادي الصفاقسي | سجل مواجهات النادي الإفريقي والنادي الصفاقسي | سجل مواجهات النادي الإفريقي والنادي الصفاقسي | سجل مواجهات النادي الإفريقي والنادي الصفاقسي | سجل مواجهات النادي الإفريقي والنادي الصفاقسي | سجل مواجهات النادي الإفريقي والنادي الصفاقسي | سجل مواجهات النادي الإفريقي والنادي الصفاقسي |
| المسايقة                                     | مقابلات                                      | فوز                                          | فوز                                          | تعادلات                                      | أهداف                                        | أهداف                                        |
| المسايقة                                     | مقابلات                                      | النادي الإفريقي                              | النادي الصفاقسي                              | تعادلات                                      | النادي الإفريقي                              | النادي الصفاقسي                              |
| -------------------------------------------- | -------------------------------------------- | -------------------------------------------- | -------------------------------------------- | -------------------------------------------- | -------------------------------------------- | -------------------------------------------- |
| الرابطة التونسية المحترفة الأولى لكرة القدم  | 136                                          | 55                                           | 31                                           | 50                                           | 160                                          | 116                                          |
| كأس تونس                                     | 8                                            | 4                                            | 4                                            | 0                                            | 8                                            | 7                                            |
| دوري أبطال العرب                             | 1                                            | 1                                            | 0                                            | 0                                            | 2                                            | 2                                            |
| المجموع                                      | 150                                          | 60                                           | 40                                           | 50                                           | 168                                          | 130                                          |